# Rally (miniserie televisiva)
Rally è una miniserie televisiva drammatica prodotta in Italia nel 1989, diretta da Sergio Martino e con protagonisti Giuliano Gemma, nel ruolo di Alain Costa un pilota di rally di successo, affiancato da Lorraine De Selle e un gruppo di giovani aspiranti piloti interpretati da Luca Lionello, Yvonne Sciò, Vincent Souliac e Mariella Di Lauro.
La serie, oltre ad essere andata in onda su Rai Uno nel 1989, è stata trasmessa anche da varie televisioni del Consorzio Europeo (ECA) che l'hanno prodotta in Austria, Germania, Svizzera e Francia. Nel cast, figurano anche Robert Hoffmann, Gino Santercole, Eleonora Brigliadori e Lara Naszinsky.
Durante le riprese, la troupe di Rally ha seguito varie tappe di molte gare automobilistiche: in Grecia, a Parigi (per la partenza della Parigi-Dakar), in Marocco, a Sestriere e in Costa d'Avorio. Le scene d'azione sono state girate con il supporto dell'equipe di Rémy Julienne con la consulenza di esperti automobilistici e piloti come Franco Salomon, Francesco Manieri e Mauro Pregliasco.

## Trama
La serie racconta le avventure dell'ex campione di rally Alain Costa, impegnato a insegnare i suoi segreti a un gruppo di giovani piloti. A questo, si intreccia la storia d'amore con la bella organizzatrice di gare Giorgia Islenghi, di cui è innamorato anche un ambizioso team manager senza scrupoli.
I 4 episodi, tutti basati su storie avvincenti e movimentate, alternano alla fiction scene reali di rally internazionali: dal RAC Rally in Inghilterra al Rally dell'Acropoli in Grecia, passando per Svezia, Rally di Monte Carlo, fino alla Parigi-Dakar e a un Survival-Trophy in Africa.

## Episodi
| Nº | Titolo            | Prima TV Italia  |
| -- | ----------------- | ---------------- |
| 1  | Sogni di gloria   | 25 gennaio 1989  |
| 2  | Il grande duello  | 1º febbraio 1989 |
| 3  | Sudore e polvere  | 8 febbraio 1989  |
| 4  | Oltre ogni limite | 15 febbraio 1989 |